# Lycosa arapensis
Lycosa arapensis este o specie de păianjeni din genul Lycosa, familia Lycosidae. A fost descrisă pentru prima dată de Strand, 1908.
Este endemică în Peru. Conform Catalogue of Life specia Lycosa arapensis nu are subspecii cunoscute.